# Cuchilla de Peralta
Cuchilla de Peralta o también conocida como Peralta es una localidad uruguaya del departamento de Tacuarembó.

## Geografía
La localidad se ubica al suroeste del departamento de Tacuarembó, sobre la cuchilla homónima y próximo al arroyo Molles y sobre la ruta 5 en su km 290 aproximadamente. 100 km separan a la localidad de la capital departamental Tacuarembó con la cual se conecta a través de la ruta 5. La ciudad de Paso de los Toros se encuentra a 40 km al sur por la misma carretera.

## Población
Según el censo del año 2011 la localidad contaba con una población de 218 habitantes.
| 264           | 296 | 218 |
| (Fuente: INE) |     |     |